# Municipio de Stopiņi
El municipio de Stopiņu (en Letón: Stopiņu novads) es uno de los ciento diez municipios de Letonia, que abarca una pequeña porción del territorio de dicho país báltico. Fue creado durante el año 2005 después de una reorganización territorial. La capital es la villa de Ulbroka.

## Población y territorio
Su población se encuentra compuesta por un total de 9.577 personas (2009). La superficie de este municipio abarca una extensión de territorio de unos 53,5 kilómetros cuadrados. La densidad poblacional es de 179,01 habitantes por cada kilómetro cuadrado.